# Horný Hričov
Horný Hričov (Hongaars: Felsőricsó) is een Slowaakse gemeente in de regio Žilina, en maakt deel uit van het district Žilina.
Horný Hričov telt 794 inwoners.